# 초시공요새 마크로스 Flash Back 2012
《초시공요새 마크로스 Flash Back 2012》(超時空要塞マクロス Flash Back 2012)는 1987년 6월 21일에 발매된 OVA(수록시간 30분). 2008년 2월 22일에 DVD로 재판예정으로 TV 애니메이션 《초시공요새 마크로스》(超時空要塞マクロス) 및 애니메이션 영화 《초시공요새 마크로스: 사랑, 기억하고 있습니까》(超時空要塞マクロス 愛・おぼえていますか)의 등장인물 링 밍메이(リン・ミンメイ)의 극 중 가창곡을 모은 뮤직 비디오 작품이다.

## 개요
본 작품은 1984년 공개된 극장판 《초시공요새 마크로스 사랑.기억하나요》에서 제반 사정에 의해 제작되지 못했던 환상의 엔딩 필름(링 밍메이의 콘서트 장면)을 재현하기 위해 기획되었다. 애당초 마크로스 시리즈가 애니메이션과 팝 뮤직의 미디어 믹스적 전계의 선구자가 되었기 때문에 이 작품도 1980년대 후반에 보급된 뮤직 비디오의 수법을 사용하여 아이돌 가수의 라이브 영상과 이미지 필름 풍으로 제작되었다.
새롭게 만들어진 영상은 2012년 콘서트 장면을 보여주는 〈천사의 그림물감 Part1〉(天使の絵の具 part1)과 거대 우주이민선 메가로드-01의 출발을 그린 〈천사의 그림물감 Part2〉(天使の絵の具 part1). 기타 악곡의 영상으로는 TV시리즈와 극장판의 편집 필름과 미키모토 하루히코(美樹本晴彦)의 일러스트 배경이 사용되었다. 전편이 음악에 의한 구성이기 때문에 구 성우진에 의한 새로운 후시녹음은 행해 지지 않았다.
내용적으로 이렇다 할 줄거리 없이 전쟁, 연애, 이별 등을 지나 미래로의 여행을 떠나는 사람들의 희망을 표현하고 있다. 링 밍메이는 지구에서의 고별 콘서트 투어를 마치고 과거와 미래의 이미지가 교감(플래쉬 백)하면서 메가로드-01의 함장 하야세 미사(早瀬未沙), 항공대장 이치조 히카루(一条輝)와 같이 머나먼 우주항해에 오른다.

## 수록곡
1. 천사의 그림물감 Part1(天使の絵の具 part1)
2. SUNSET BEACH
3. 0-G LOVE 샤아파이롱(소백룡)(小白竜)(메들리풍)
4. 실버문 레드문(シルバームーン　レッドムーン)
5. 사랑은 흐른다 part2(愛は流れる part2)
6. 신데렐라(シンデレラ)
7. 사랑.기억하나요(愛・おぼえていますか)
8. 천사의 그림물감 part2(天使の絵の具 part2)
9. 런너(ランナー)(후지와라 마코토/이이지마 마리 듀엣 버전)

- 2,3,4,5,9 작사:아사 아카네(阿佐茜) 작곡.편곡:하네다 겐타로(羽田健太郎) 노래:이이지마 마리(飯島真理)
- 1,8 작사작곡:이이지마 마리 편곡:시미즈 노부유키(清水信之) 노래:이이지마 마리
- 6 작사작곡:이이지마 마리 노래:이이지마 마리
- 7 작사:야스이 카즈미(安井かずみ) 작곡:가토 카즈히코(加藤和彦) 편곡:시미즈 노부유키 노래:이이지마 마리

## 부기
- 극장판 제작 당시 예정되었던 콘서트 장면(천사의 그림물감 Part1)에서는 밍메이의 의상 디자인이 다른 것 외에 신혼의 이치조 히카루, 하야세 미사가 객석에서 정답게 앉아있는 장면이 있다.
- 극 중에 등장하는 다양한 링 밍메이(검은 상복, 하얀 옷 등)은 근미래의 가능성의 이미지상으로 연령과 상황을 특정 지은 것은 아니다.
- 본 작의 메가로드-01은 비디오용의 특별 디자인. 이치조 히카루가 탑승하는 가변전투기 VF-4 라이트닝III는 이 시점에서 전투기 이외의 변형형태가 설정되지는 않았다.
- TV시리즈 제27화 〈사랑은 흐른다〉에 사용된 〈사랑은 흐른다 PartIII〉(행진곡 버전)이 전체 수록되어 있는 미디어는 당 제품뿐이다.(CD-BOX 〈초시공요새 마크로스 더 컴플리트〉에는 1절 만 수록되어 있다.) 극장판에서 사용된 신데렐라(아카펠라 버전)도 마찬가지로 CD에는 이이지마 마리의 앨범 버전이 수록되어 있다.
- 본 작품의 엔딩에는 TV시리즈의 엔딩 테마였던 〈런너〉의 듀엣 버전이 흘러나온다. 이 듀엣버전은 후에 CD-BOX 〈초시공요새 마크로스 더 컴플리트〉에 수록되었지만 여기에 수록된 버전은 후렴구의 마지막 부분을 이이지마 마리 혼자서 부르고 있다. 본 작품수록 버전은 마지막 후렴부분을 후지와라와 이이지마가 합창한다. 이 합창 버전이 수록되어 있는 것은 이 작품뿐이다.

## 관련 작품
- 《초시공요새 마크로스》
- 《초시공요새 마크로스: 사랑, 기억하고 있습니까》